# Carl Hinstorff

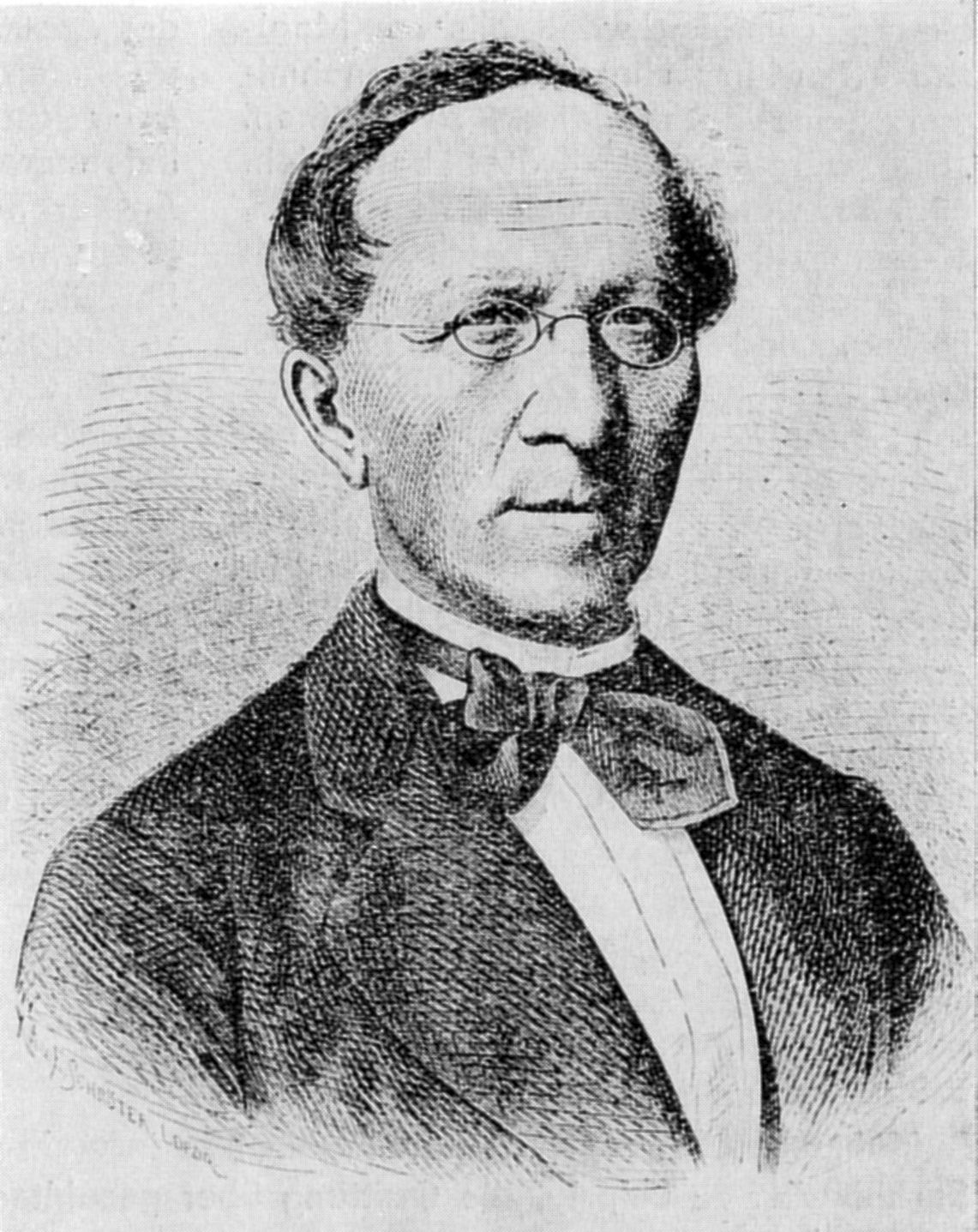
Carl Hinstorff

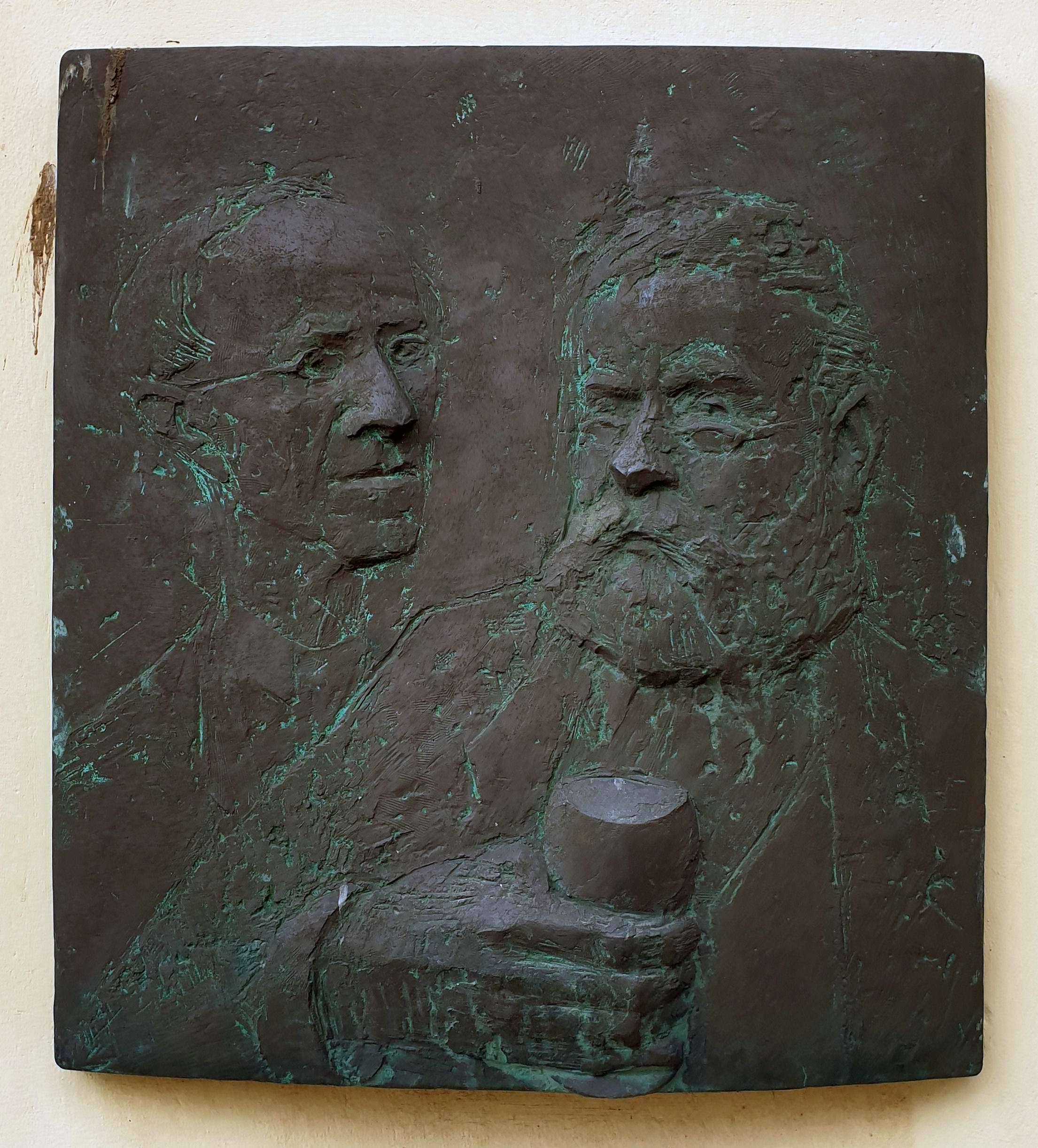
Relief, Am Markt 19, in Wismar

Dethloff Carl Joachim Hinstorff, auch Det(h)loff Carl Hinstorff, (* 2. Juni 1811 in Brüel; † 10. August 1882 in Wismar) war ein mecklenburgischer Buchhändler, Verleger und Begründer des Hinstorff Verlags.

## Biografie
Carl Hinstorff war der Sohn des Webers Heinrich Hinstorff (1779–1842) und dessen Frau Christine, geb. Possehl (1776–1848). Er erreichte als einziges von acht Kindern seiner Eltern das Erwachsenenalter. Er besuchte die vom Kantor geleitete Brüeler Kantorschule. Später schickte ihn sein Vater bis zur Konfirmation auf die Wismarsche Bürgerschule, auch wenn dies mit großen finanziellen Opfern verbunden war. 1826 ging er nach Wismar und begann dort eine kaufmännische Lehre bei Verwandten, wechselte aber bald als Lehrjunge in die Buchhandlung Schmidt und von Cossel. Eine fundierte buchhändlerische Ausbildung war damals kaum möglich, denn seine Lehrherren waren ein ehemaliger Postbeamter und Jäger. Hinstorff nahm Privatunterricht. Mit zwanzig Jahren wollte er sich selbständig machen und wählte für sein Geschäft die Stadt Parchim aus. Der Grund dafür war, dass die Stadt Sitz des höchsten Gerichts des Landes, des Oberappellationsgerichts, war. Ganz in der Nähe, in Ludwigslust, befand sich zudem ein Lehrerseminar. Da Parchim Amtsstadt war, bestand Aussicht auf gute Geschäfte. Wegen seiner noch nicht erreichten Volljährigkeit (damals 25 Jahre), konnte er erst mit einer Genehmigung des Großherzogs Friedrich Franz I. dort wirken.
1835 machte Hinstorff sich vom Kommissions-Buchhandel unabhängig, indem er eine Druckerei in Ludwigslust eröffnete. Rechtswesen, Schulwesen und Theologie waren seine bevorzugten Themenkomplexe. Die Schulbücher Schraepsche Fibel und Schlotterbecksches Rechenbuch, die Generationen Mecklenburgischer Schüler verwendeten, wurden bei Hinstorff gedruckt. 1849 übersiedelte er mit seinem Verlag nach Wismar. Grund dafür war die Verlegung der Residenz des Großherzogs von Ludwigslust nach Schwerin, der Umzug des Oberappellationsgerichts nach Rostock und die vorhandenen Bahnverbindungen. 
Hinstorff war der einzige Verleger für juristische Bücher in Mecklenburg. Er gab unter anderem die sechsbändige Gesetzessammlung von Raabe, das Handbuch für Notarien oder Die Entscheidungen des Oberappelationsgerichts in neun Bänden heraus. 1879 erschien bei Hinstorff die Mecklenburgische Zeitschrift für Rechtspflege und Rechtswissenschaft.

1864 wurde mit der Ausgabe des Rostocker Tageblatts die neue Druckerei in Rostock eröffnet.
Seit 1856 verlegte Hinstorff mit Fritz Reuter den wohl wichtigsten niederdeutschen Dichter Mecklenburgs und sicherte sich mit dieser Zusammenarbeit ein großes Geschäft. Bis 1881 erschienen 156 Auflagen der Werke Reuters mit fast 500.000 gedruckten Exemplaren. Auch Reuter profitierte von Hinstorffs verlegerischer Leistung, denn seine Bekanntheit und Verbreitung wurden außerordentlich befördert. Die Zusammenarbeit mit Reuter ermöglichte Hinstorff erstmals, Belletristik in größerem Umfang zu präsentieren, war doch das Programm des Verlags bis dahin hauptsächlich von Sachliteratur geprägt.
Schon früh begann Hinstorff, sein mittlerweile gut florierendes Geschäft in andere Hände zu legen. Er übergab die Druckereien an seinen Sohn Carl (1843–1884) und seine Schwiegersöhne Louis Eberhardt (1844–1931) und Heinrich Witte (1839–1926), er selbst behielt die reinen Verlagsgeschäfte.
Er wurde auf dem Friedhof Wismar beigesetzt.

## Nachlass
Aus der Familie des Hinstorff-Schwiegersohns Louis Eberhardt in Wismar ist ein rund 570 Einheiten umfassender Nachlass Hinstorffs und seines Verlages erhalten, der sich im Fritz Reuter Literaturarchiv Hans-Joachim Griephan in Berlin befindet. Der Bestand enthält für die Zeit von 1831 bis 1931 Autorenkorrespondenz, Verlags- und Redakteursverträge, Lehr- und Ausbildungsverträge, Grundstücksverträge, Briefe der Reuter-Illustratoren Ludwig Pietsch, Theodor Schloepke und Otto Speckter, Briefe Adolf Wilbrandts zur Herausgabe der nachgelassenen Schriften Fritz Reuters, Briefe Luise Reuters, Belege über Honorarzahlungen für die Werke Reuters sowie Lieferanten- und Familienkorrespondenz. Den Bestand des privaten Berliner Archivs hat 2024 durch Schenkung das Fritz-Reuter-Literaturmuseum in Stavenhagen erworben. Dort ist der Hinstorff-Nachlass Teil der Sammlung Hans-Joachim Griephan.